# Olmillos de Castro
Olmillos de Castro é um município da Espanha na província de Zamora, comunidade autónoma de Castela e Leão, de área 71,40 km² com população de 341 habitantes (2007) e densidade populacional de 5,29 hab/km².

## Demografia
| Variação demográfica do município entre 1991 e 2004 | Variação demográfica do município entre 1991 e 2004 | Variação demográfica do município entre 1991 e 2004 | Variação demográfica do município entre 1991 e 2004 |
| --------------------------------------------------- | --------------------------------------------------- | --------------------------------------------------- | --------------------------------------------------- |
| 1991                                                | 1996                                                | 2001                                                | 2004                                                |
| 516                                                 | 451                                                 | 408                                                 | 378                                                 |